# Akademiska föreningen, Linköping
Akademiska föreningen, AF, är en förening för anställda och före detta anställda vid Linköpings universitet. AF har sitt säte i Nationernas Hus och anordnar kulturaftnar, föreläsningar och fester.
Akademiska föreningen förvaltar AF-fonden som instiftades 1999 och som årligen delar ut pris "till anställd eller studerande som genom eget arbete på ett förtjänstfullt sätt bidragit till för Linköpings universitet värdefull verksamhet, utveckling och förnyelse". Sedan 2008 utdelas även ett pris ut till minne av tidigare kommunalrådet i Norrköping, Kjell Norberg.

## Pristagare
- 1999 Med. stud. Jesper Sterne, studentutvecklare Ulrika Bergstedt, Studenthälsan
- 2000 Fil. stud. Georg Molnár, Christer Carlsson, Studenthälsan
- 2001 Professor Björn Bergdahl, universitetsadjunkt Kerstin Nilsson, professor Ingemar Ingemarsson, studentpastor Staffan Johansson
- 2002 Universitetslektor Janerik Lundquist, fil. stud. Sonja Pincus, rektors sekreterare Gun Mannervik
- 2003 Studierektor Kajsa Andersson, universitetslektor Lars A Engström, universitetslektor Stergios Kechiagas
- 2004 Sjuksköterskestudenten Helena Henriksson, universitetsadjunkt Kent Hartman och 1. forskningsingenjör Anders Fåk
- 2005 Ingen utdelning
- 2006 Läkarstudenten Theo Bodin
- 2007 Samordnare Bo Magnusson, Universitetslektor Konstantin Economou
- 2008 Fundraising director Inger Stern, (LiU Norrköping, Kjell Norbergs minne)
- 2008 Professor Dan Loyd, Professor Ingemar Lundström, (LiU Linköping)
- 2009 Studenterna Johan Nordström, Emil Åkerö och Lex Björsmo, (LiU Linköping)
- 2009 Studerande Matilda Bengtsson, (LiU Norrköping, Kjell Norbergs minne)
- 2010 Koordinator Kristina Lyngenberg, (LiU Norrköping, Kjell Norbergs minne)
- 2010 Studerande Jonatan E-son Brandt, (LiU Linköping)
- 2011 Studerande Tobias Carlberg, (LiU Linköping)
- 2011 Studerande Joakim Skytte, (LiU Norrköping, Kjell Norbergs minne)